# Île Wallace (Colombie-Britannique)
L'île Wallace est une île de Colombie-Britannique, une des îles Gulf.

## Géographie
L'île est occupé en grande partie par un parc provincial à l'exception d'un terrain au Nord qui est propriété privée. 
Elle se situe au Sud-Ouest de l'île Galiano et à 2 km au Nord-Est de l'île Saltspring. Elle a quelques sentiers de randonnée et le camping y est autorisé dans des zones désignées. Conover Cove, à l'Ouest et Princess Cove, au Nord sont des ancrages utilisés par les plaisanciers. 
À son extrémité Sud est un récif dangereux nommé Panther Point qui tient son nom d'un navire qui y fit naufrage en 1874. 

## Histoire
Elle s'est d'abord appelée Narrow Island avant que ne lui soit attribué celui du capitaine Wallace Houstoun qui la visita vers 1850.
Après la Seconde Guerre mondiale, l'écrivain David Conover (en) et sa femme s'y installe et y ouvre une résidence de vacances. Devenu célèbre, deux de ses romans Once Upon An Island et One Man’s Island décrivent l'île entre 1947 et le milieu des années 1960. 